# (500111) 2012 BV100
(500111) 2012 BV100 es un asteroide perteneciente al cinturón de asteroides, descubierto el 13 de septiembre de 2007 por el equipo del Mount Lemmon Survey desde el Observatorio del Monte Lemmon, Arizona, Estados Unidos.

## Designación y nombre
Designado provisionalmente como 2012 BV100.

## Características orbitales
2012 BV100 está situado a una distancia media del Sol de 2,268 ua, pudiendo alejarse hasta 2,542 ua y acercarse hasta 1,993 ua. Su excentricidad es 0,120 y la inclinación orbital 2,188 grados. Emplea 1247,68 días en completar una órbita alrededor del Sol.

## Características físicas
La magnitud absoluta de 2012 BV100 es 18,5.